# Hermann Gründler
Wilhelm Hermann Gründler (* 16. Februar 1897 in Langenwetzendorf; † 17. Dezember 1973 in Berlin-Steglitz) war ein deutscher Politiker (USPD, SPD). Er war von 1921 bis 1933 Abgeordneter des Thüringer Landtages.

## Leben
Der Sohn des Webermeisters Wilhelm Hermann Gründler und der Christliebe Emma Gründler, geborene Peter, besuchte die Volksschule und arbeitete später als Handlungsgehilfe. Während der Zeit der Weimarer Republik war er als Redakteur in Langenwetzendorf tätig.
1920 trat Gründler in die USPD ein, für die er bei der Landtagswahl im September 1921 in Thüringer Landtag gewählt wurde. Er war ab 1922 Mitglied der SPD, führender Funktionär der Partei in Langenwetzendorf und Delegierter zum SPD-Parteitag in Magdeburg 1929. Dem Thüringer Landtag gehörte er ohne Unterbrechung bis 1933 an. Während der Landtagssitzung am 19. Juni 1931 wurde er tätlich vom NSDAP-Abgeordneten Paul Papenbroock angegriffen.
Nach der Machtübernahme der Nationalsozialisten wurde Gründler kurzzeitig im KZ Bad Sulza inhaftiert. Im Anschluss an seine Entlassung übernahm er 1933 ein Tabakwarengeschäft in Berlin-Lichtenberg. Ende 1935 wurde er in einem Verfahren gegen mehrere ehemalige Mitglieder der SPD vom Oberlandesgericht Jena freigesprochen.
Gründler kehrte nach dem Zweiten Weltkrieg für kurze Zeit zurück nach Langenwetzendorf, wo er sich im September 1945 an der Wiedergründung der SPD beteiligte. Er war Gegner der Zwangsvereinigung von SPD und KPD zur SED, wurde aber noch im Frühjahr 1946 von Seiten der SPD für den Vereinigungsparteitag in Gotha Anfang April als potentieller Landesvorsitzender der thüringischen SED ins Gespräch gebracht. Schließlich zog er wieder nach Berlin, zunächst in den Ostteil, Mitte der 1950er Jahre dann in den Westteil der Stadt. Er wohnte in Berlin-Steglitz und arbeitete zuletzt in der Berliner Arbeitsverwaltung.
Hermann Gründler heiratete 1936 Erna Bertha Frieda Leber (1902–1988), die Tochter eines Tischlermeisters. Seine Ehefrau war als kaufmännische Angestellte bei einer Berliner Zeitung tätig.